# Ecnomus auratus
Ecnomus auratus är en nattsländeart som beskrevs av Douglas E. Kimmins 1955. Ecnomus auratus ingår i släktet Ecnomus och familjen trattnattsländor. Inga underarter finns listade i Catalogue of Life.